# Alexander Brandon

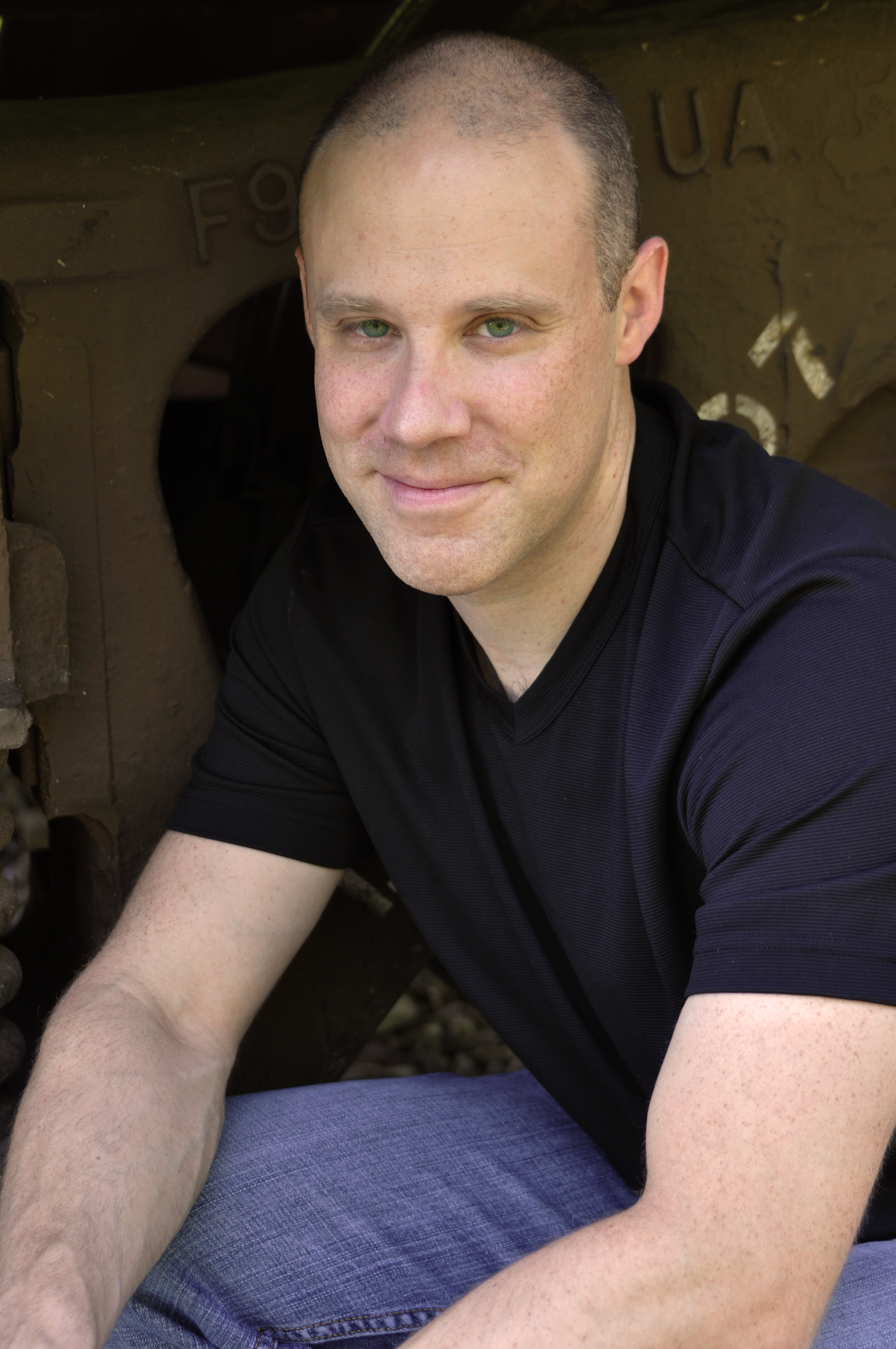
Alexander Brandon (2011)

Alexander Scott Coffin Brandon (* 29. September 1974 in Cleveland), in der Demoszene und Tracker-Community auch bekannt unter dem Pseudonym Siren, ist ein US-amerikanischer Musiker. Brandon war Mitarbeiter bei Straylight Productions, welche hauptsächlich Musik für Videospiele komponierten, die von Epic Games produziert wurden oder die auf der Technologie von Epic basieren, wie Unreal, Unreal Tournament, Deus Ex, Tyrian, Jazz Jackrabbit 2 und das nicht fertiggestellte Spiel Jazz Jackrabbit 3D.
Er arbeitete in mehreren MOD-Musik-Gruppen während seiner Jahre als Komponist in den späten 1990er Jahren, unter anderem in der Kosmic Free Music Foundation (KFMF). Während dieser Zeit komponierte er auch für mehrere Musicdisks, unter anderem Return to Stage 9. Bis 2006 war Brandon Audio Director bei Midway Games, danach bei Obsidian Entertainment. Seit Februar 2009 ist er in derselben Position für Heatwave Interactive tätig.

## Diskographie
- AtmosphereS: Cultures (mit Dan Gardopée)
- AtmosphereS: Dreams (mit George Alistair Sanger)
- AtmosphereS: Moods (mit Dan Gardopée)
- AtmosphereS: Pulses (mit Dan Gardopée)
- AtmosphereS: Rhythms (mit George Sanger)
- Era's End (mit Bryan Rudge)
- Earthscape
- Violet Eclectic

Die AtmosphereS-Alben enthalten hauptsächlich Musikstücke der Stilrichtung Ambient, was einer der wesentlichen Musikstile von Brandon ist.

## Bisherige Pseudonyme
Im Laufe seiner Tracker-Karriere verwendete Brandon verschiedene Nicknames:
- 1995: Veröffentlichung erster Tracks unter dem Namen "Chromatic Dragon"
- Ende 1995: Wechsel des Namens zu "Siren"
- Mitte 1996, während seiner Mitgliedschaft bei KFMF: vorübergehender Namenswechsel zu "Sandman"
- Ende 1996: Rückänderung des Namens zu "Siren"

## Spiele mit Musik von Brandon
- Tyrian, 1995, Epic MegaGames: Komponist, Level-Designer
- Extreme Pinball, 1995, Electronic Arts: Soundeffekte
- Dark Vengeance, 1998, Atari: Musik
- Jazz Jackrabbit 2, 1998, Epic MegaGames: Musik
- Pretzel Pete, 1998, XSIV Games: Musik (mit Dan Gardopée)
- Unreal, 1998, GT Interactive: Musik (mit Dan Gardopée, Michiel van den Bos und Andrew Sega)
- Jazz Jackrabbit 2 Add-On-Pack, 1999, Epic MegaGames: Musik
- Tyrian 2000, 1999, XSIV Games: Komponist
- Unreal Mission Pack: Return to Na Pali, 1999, GT Interactive: Musik
- Unreal Tournament, 1999, GT Interactive: Musik (mit Dan Gardopée, Michiel van den Bos und Andrew Sega)
- Vigilante 8, 1999, Activision: Nintendo 64 Musik (mit Dan Gardopée)
- Vigilante 8: 2nd Offense, 1999, Activision: Nintendo 64 Musik (mit Dan Gardopée)
- Deus Ex, 2000, Eidos Interactive: Musik (mit Michiel van den Bos)
- Activision Anthology, 2003, Aspyr Media: Titel-Musik
- Battlestar Galactica, 2003, Universal Interactive: In-Game-Musik
- Deus Ex: Invisible War, 2003, Eidos Interactive: Audio Director, Soundeffekte, Musik, VO
- Unreal 2, 2003, Legend Entertainment: Ergänzende Musik (mit Clint Bajakian, Jack Wall und Crispin Hands)[3]
- Thief: Deadly Shadows, 2004, Eidos: VO, cinematic post sound effects und Musik
- Gauntlet: Seven Sorrows, 2005, Midway Games: Audio Director, VO, Musik, Soundeffekte
- NARC, 2005, Midway Games: Audio Manager
- Happy Feet, 2006, Midway Games: Audio Director
- Marvel Ultimate Alliance, 2006, Activision: Musik
- MLB Slugfest 2006, 2006, Midway Games: Dialog Recording
- Rampage: Total Destruction, 2006, Midway Games: Audio Director
- Spy Hunter: Nowhere to Run, 2006, Midway Games: Audio Director, VO, ergänzende Musik
- The Ant Bully, 2006, Midway Games: Audio Director
- Hour of Victory, 2007, Midway Games: Audio Director, VO
- Neverwinter Nights 2: Mask of the Betrayer, 2007, Obsidian Entertainment: Audio Director, VO, Musik, Soundeffekte
- TouchMaster, 2007, Midway Games: Audio Director
- Neverwinter Nights 2: Storm of Zehir, 2008, Obsidian Entertainment: Audio Director
- Bejeweled 3, 2010, PopCap Games: Musik (mit Peter Hajba)[4]
- Alpha Protocol, 2010, Sega: Ergänzende Soundeffekte
- Bejeweled: Classic, 2011, PopCap Games: Audio
- Deus Ex: Human Revolution, 2011, Square Enix: Musik (mit Michael McCann und Yohann Boudreault)
- Dust: An Elysian Tail, 2012, Microsoft Studios: Musik (mit HyperDuck SoundWorks)
- Teenage Mutant Ninja Turtles (2013), 2013, Activision: Soundeffekte
- Leisure Suit Larry: Reloaded, 2013, Replay Games: Soundeffekte
- Aliens: Colonial Marines, 2013, Sega: Audiogestaltung
- Wasteland 2, 2014, InXile Entertainment: Audiogestaltung
- Donkey Kong Country: Tropical Freeze, 2014, Nintendo: Musik
- Job Simulator, 2016, Owlchemy Labs: Musik
- Torment: Tides of Numenera, 2017, Techland: Audio Director, Soundeffekte
- Aven Colony, 2017, Team17: Musik
- Cloney: A Tapped Out Adventure, 2018, dotBunny: Musik
- The Bard’s Tale IV: Barrows Deep, 2018, inXile Entertainment: Audio Consultant, Audiogestaltung